# Contea di Tipton (Indiana)
La contea di Tipton (in inglese Tipton County) è una contea dello Stato dell'Indiana, negli Stati Uniti. La popolazione al censimento del 2000 era di 16 577 abitanti. Il capoluogo di contea è Tipton.